# Akividu
Akividu é um dos 46 mandals no distrito de Godavari Ocidental, no estado indiano de Andhra Pradesh. A sede está localizada na cidade de Akividu. O mandal faz fronteira com o mandal de Nidamarru a ocidente, com o distrito de Krishna a sul, com o mandal de Tanuku e Undi a norte e com o mandal de Kalla a oriente.

## Demografia
De acordo com o censos de 2011, o mandal tinha uma população de 73,889 habitantes em 20,869 agregados familiares. A população total é constituída por 36,778 homens e 37,111 mulheres, com um rácio de 1,009 mulheres por cada 1000 homens. 7,157 crianças estavam entre a idade de 0 e 6 anos, das quais 3,623 são rapazes e 3,534 são raparigas, com um rácio de 975. A taxa de alfabetização situa-se nos 71.57%, totalizando cerca de 47,757 pessoas, das quais 24,953 são homens e 22,804 são mulheres. A maioria das pessoas pertencem ao grupo Schedule Caste, com um total de 16159, enquanto o outro grupo Schedule Tribe é composto por 374 pessoas.

### Labor
No censos de 2011 na Índia, 33,094 pessoas estavam envolvidas em algum tipo de actividade laboral, o que inclui 22,108 homens e 9,314 mulheres. Destas pessoas, 22,672 descreveram o seu trabalho como um trabalho principal, 2,232 como cultivadores e 13,433 declararam trabalhar em algum tipo de trabalho agrícola. 526 declararam trabalhar em casa e 6,481 em outros tipos de trabalho. Destas pessoas, 10,422 são trabalhadores marginais.

## Administração
O mandal é administrado pela assembleia constituinte de Undi do Lok Sabha de Narasapuram.

## Cidades e vilas
De acordo com o censos de 2011, o mandal tem 15 aglomerados populacionais, sendo todos eles vilas. Akividu é a maior e Kolleru é a mais pequena, isto em termos de população.
As vilas do mandal são as seguintes:
1. A.I.Bheemavaram
2. Ajjamuru
3. Akividu
4. Cherukumilli
5. Chinakapavaram
6. Dharmapuram
7. Dumpagadapa
8. Gummuluru
9. Kollaparru
10. Kolleru
11. Kuppanapudi
12. Madivada
13. Pedakapavaram
14. Siddapuram
15. Taratava

## Educação
O mandal desempenha um importante papel na educação dos estudantes das vilas. A escola primária e secundária é transmitida pelo governo e por escolas privadas, sob o departamento de estado da educação escolar. De acordo com um relatório do ano académico de 2015-2016, o mandal tinha mais de 10,441 estudantes em mais de 89 escolas.